# Riot Act (1714)

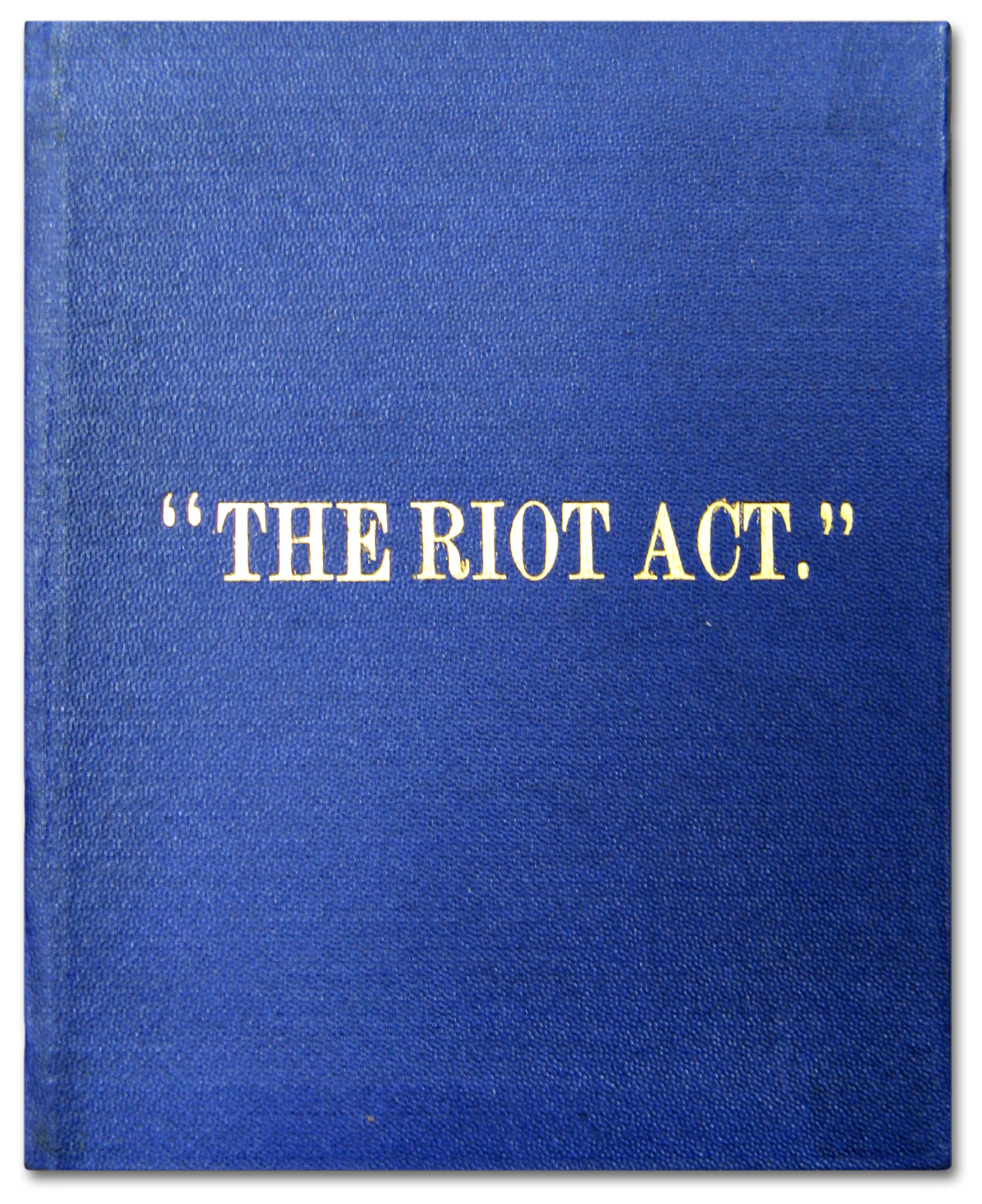
Presentación del folleto de ley de orden público (Gran Bretaña), principios del.

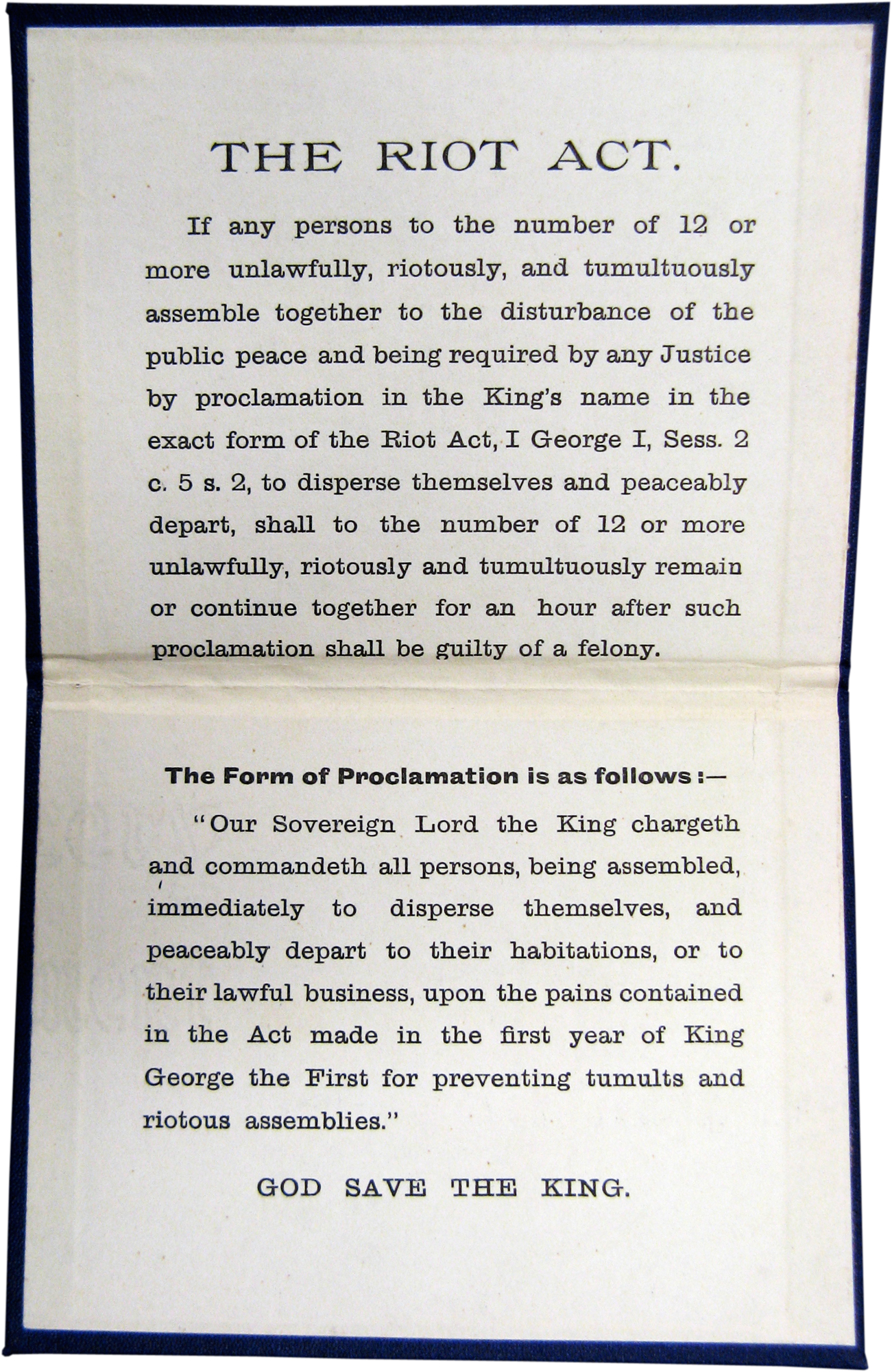
Texto de la ley británica The Riot Act.

La llamada Riot Act (1 Geo.1 St.2 c.5) es una ley del Parlamento del Reino Unido votada en 1714, que autoriza a las autoridades locales a declarar toda reunión de más de doce personas como fuera de la ley, pudiendo proceder en consecuencia a invitar al grupo a dispersarse, y en caso contrario, a recibir los rigores de este edicto. Fue como consecuencia de los llamados Motines de Sacheverell o  Disturbios de Sacheverell (1710-1715), que esta ley fue aprobada. La ley cuyo título-redacción original es : "An act for preventing tumults and riotous assemblies, and for the more speedy and effectual punishing the rioters", entró en vigor el 1 de agosto de 1715, y quedó en los registros de leyes vigentes del Reino Unido hasta 1973.

## Enlaces externos

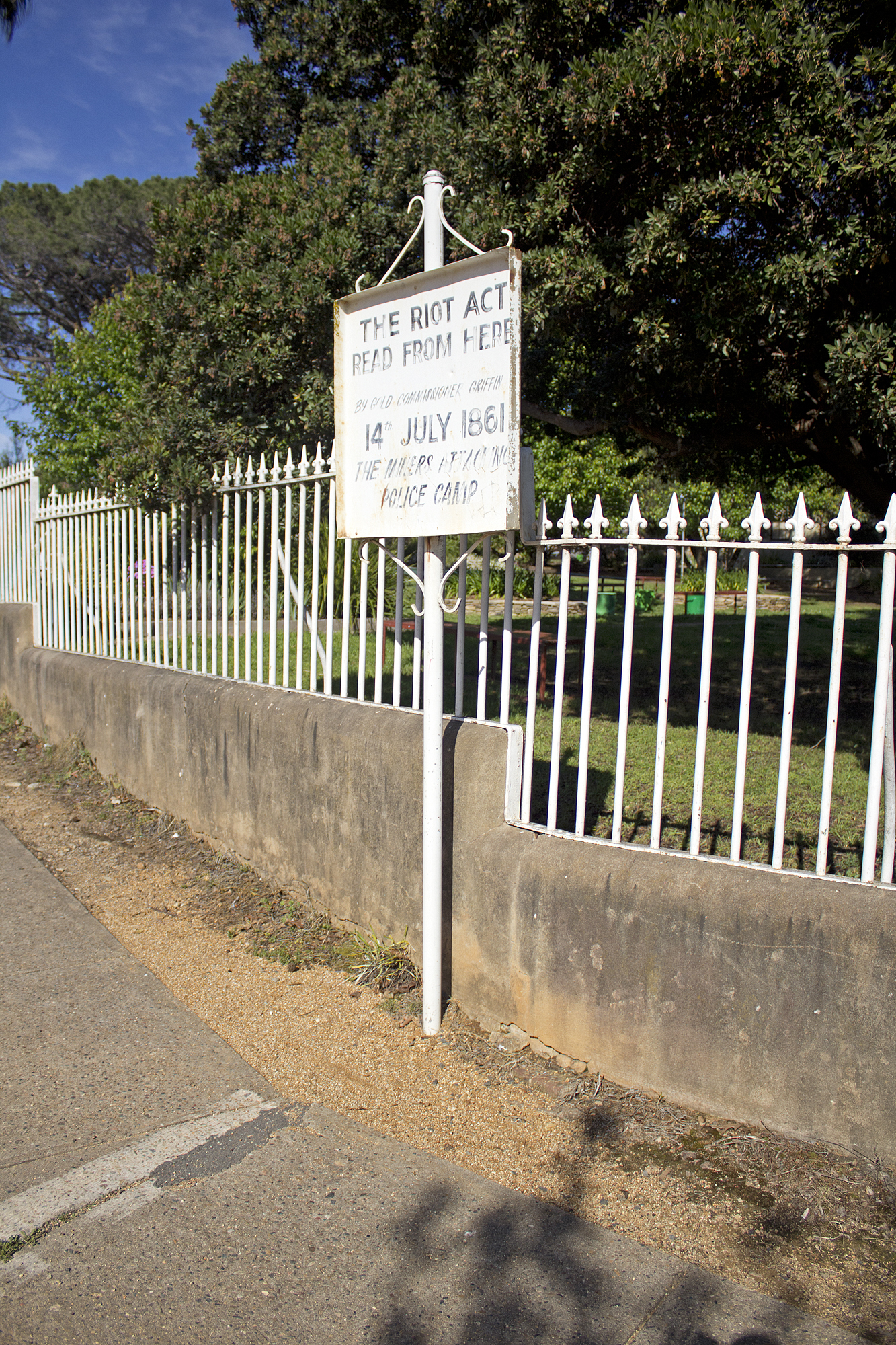
Ubicación donde The Riot Act fue leída el 14 de julio de 1861 en el predio de The Police Camp en Lambing Flats, actualmente Young, en el estado de New South Wales (Australia).